# Центр Пауля Клее
Центр Пауля Клее (нем. Zentrum Paul Klee) — музей и выставочный центр, основную экспозицию которого составляют произведения Пауля Клее. Музей находится в Берне, неподалёку от места, где похоронен Клее.
Изначально идея создания музея принадлежала внуку художника Александру Клее. В 1997 г. Ливия Клее-Майер, невестка Пауля Клее, преподнесла в дар городу около 700 работ художника. Осуществление проекта стало возможно благодаря пожертвованиям Мориса Эдмона Мюллера и его жены Марты Мюллер.
Необычное по форме здание Центра создано по проекту итальянского архитектора Ренцо Пиано. Согласно его замыслу, здание представляет собой «ландшафтную скульптуру»: его плавные линии повторяют очертания поросших лесом холмов на заднем плане и гармонично вписываются в окружающий пейзаж. Из-за того, что картины Клее чувствительны к свету, основная часть комплекса располагается под землёй. При строительстве здания с площадки было вывезено 180000 кубометров грунта и завезено около двух тысяч тонн стальных конструкций и 10000 кубометров бетона.
Торжественное открытие центра состоялось 20 июня 2005 г.
В Центре экспонируются около 4000 картин, акварелей и рисунков Пауля Клее. Часть из них ранее выставлялась в Музее изобразительных искусств Берна, но с открытием Центра появилась возможность представить зрителю несравненно большее количество работ. Тем не менее, выставочная площадь Центра не позволяет демонстрировать всю коллекцию одновременно, поэтому экспозиция постоянно обновляется в рамках тематических выставок.
Центр Пауля Клее предлагает посетителям обширную культурную программу. Помимо обзорных и тематических экскурсий по музею, в неё входят разнообразные литературные и музыкальные мероприятия. Создатели Центра учли два важных аспекта творчества Клее — его связь с детским искусством и с музыкой — и отразили эти аспекты в концепции Центра. Так, при нём создан детский музей «Creaviva», который организует разнообразные мероприятия для юных посетителей; кроме того, музей имеет собственный музыкальный коллектив «Ансамбль Клее».